# Hans Peter Royer
Hans Peter Royer (* 24. April 1962 in Ramsau am Dachstein; † 17. August 2013 im Dachsteingebirge) war ein österreichischer Bergführer, evangelikaler Prediger und Leiter einer Bibelschule und eines Freizeithauses in Schladming.

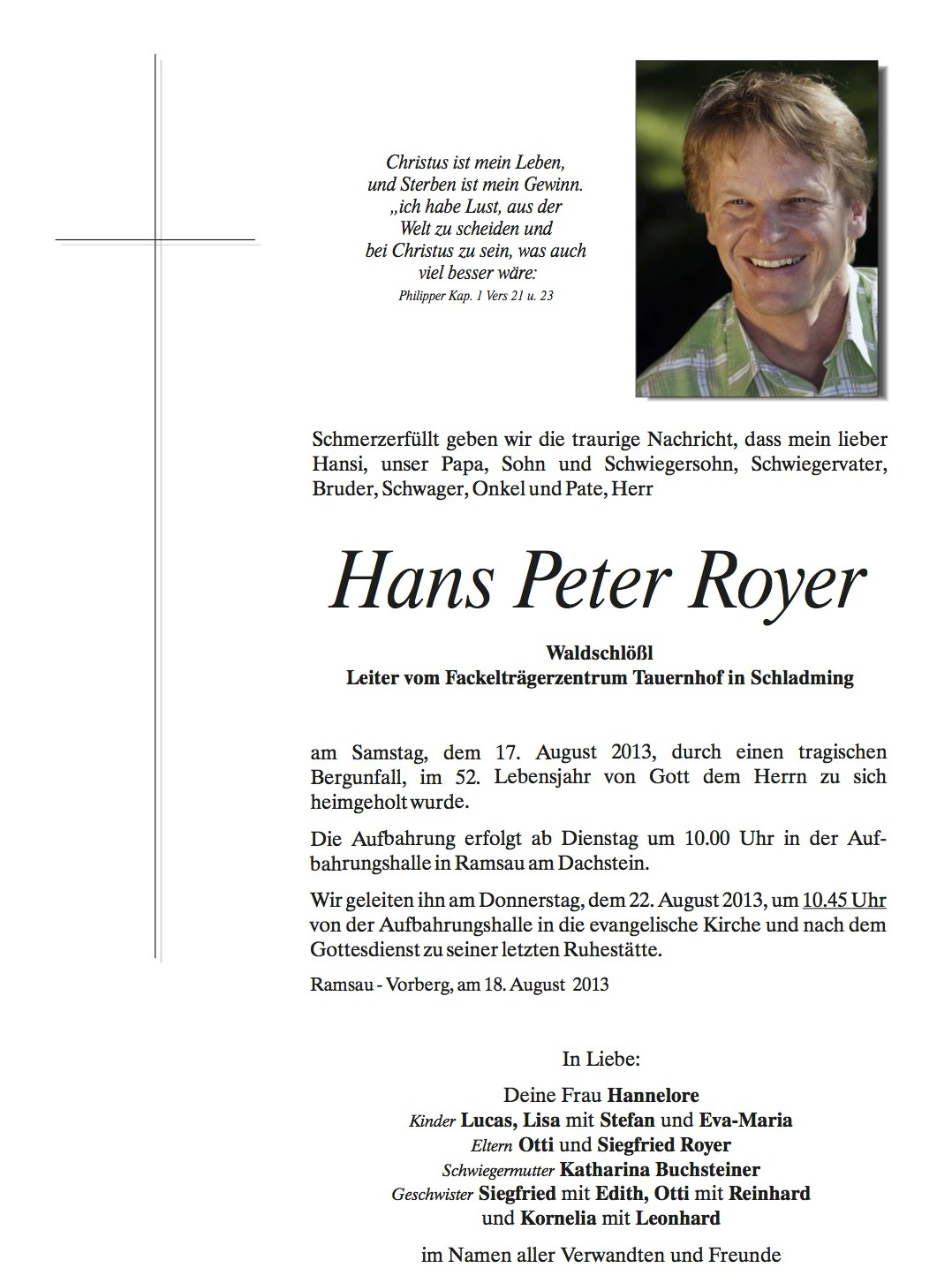
Partezettel von Hans Peter Royer

## Leben und Wirken
Royer war nach seiner Lehre zum Kfz-Mechaniker neun Jahre als staatlich geprüfter Höhlen- und Bergführer sowie als Skilehrer tätig. Er war stellvertretender Leiter der internationalen Fackelträger-Bewegung und von 1991 bis zu seinem Tod Direktor des „Tauernhofs“, ein Freizeithaus mit evangelikal geprägter Bibelschule im österreichischen Skiort Schladming (Steiermark). Im Nachbarort Ramsau am Dachstein wohnte er gemeinsam mit seiner Frau und seinen drei Kindern.
Er bereiste zahlreiche Länder und hielt Vorträge und Predigten auf Konferenzen, Tagungen und in Kirchengemeinden. Er verstand sich als bibeltreuer konservativer Christ und betonte, dass das Christsein weniger vom Einhalten strenger biblischer Regeln abhänge, als von einer ganzheitlichen Hingabe an den auferstandenen Jesus Christus. Kern seiner Predigten war somit der Ratschlag, nicht krampfhaft durch eigenes Bemühen „heilig“ werden zu wollen, sondern Gott selbst das „Management“ zu überlassen. Royer verfasste mehrere Bücher. Als Pädagoge konnte Royer durch seine Tätigkeit als Bergführer und Skilehrer die Verbindung von Sport und Glaube weiter ausbauen und eine Sonderform der Erlebnispädagogik entwickeln; die sogenannte „Christuszentrierte Erlebnispädagogik“. Im Buch „Nur wer loslässt, wird gehalten“ stellte Royer diese Methode vor. Zusammen mit dem Sportseelsorger Jörg Walcher brachte er für die Ski-WM 2013 die „Wintersportbibel“ heraus.
Royer starb am 17. August 2013 bei einem Gleitschirm-Unfall.

## Veröffentlichungen
- Nur wer loslässt, wird gehalten. Hänssler Verlag, Holzgerlingen 2003.
- Nach dem Amen bete weiter. Im Alltag mit Jesus unterwegs. Hänssler, Holzgerlingen 2004.
- Du musst sterben bevor Du lebst, damit du lebst, bevor Du stirbst! Hänssler, Holzgerlingen 2006.
- Abhängigkeit macht frei. Hänssler, Holzgerlingen 2006.
- Staunen, Danken, Lieben, Leben. Hänssler, Holzgerlingen 2007.
- Dunkler als Finsternis – heller als Licht. Hänssler, Holzgerlingen 2010.
- Wofür mein Herz schlägt (postum), SCM Hänssler, Holzgerlingen 2018, ISBN 978-3-7751-5897-8.